# Alpaida narino
Alpaida narino este o specie de păianjeni din genul Alpaida, familia Araneidae, descrisă de Levi, 1988.
Este endemică în Columbia. Conform Catalogue of Life specia Alpaida narino nu are subspecii cunoscute.